# 教權法西斯主義
教權法西斯主義（英文：Clerical fascism），又稱神權法西斯主義。屬法西斯主義思想的分支，是一種將法西斯主義的學說與教權主義相結合的意識形態。該意識被用來描述將宗教元素與法西斯相結合的組織和運動，藉此得到支持法西斯主義的宗教組織的支持，以維持神職人員主導的法西斯政權。

## 歷史
教權法西斯主義最初起源於1920年代初期的義大利，支持貝尼托·墨索里尼及其政權的羅馬天主教會，使墨索里尼得到了教宗支持。據推測，該意識形態是由唐·路易吉·斯圖爾佐提出的，他是一位神父兼基督教民主黨領袖，反對墨索里尼，並於1924 年流亡海外。

## 教權法西斯主義的例子

### 天主教
奧地利天主教總理庫爾特·舒施尼格領導的奧地利祖國陣線。

比利時天主教徒萊昂·德格雷勒領導的比利時雷克斯黨。

克羅地亞天主教總理安特·帕韋利奇領導的克羅地亞烏斯塔沙運動。

斯洛伐克天主教神父約瑟夫·蒂索總統領導的斯洛伐克人民黨。

波蘭天主教領導人博萊斯瓦夫·皮亞塞茨基領導的波蘭民族激進黨。

西班牙天主教首相弗朗西斯科·佛朗哥領導的西班牙長槍黨。

葡萄牙天主教總理安東尼奧·薩拉查領導的葡萄牙國民聯盟。

巴西天主教神學家普林尼奧·薩爾加多成立的巴西整合運動。

### 基督教
挪威基督教總理維德孔·吉斯林成立的挪威全國集會黨。

瑞典基督教獸醫比耶·富鲁高領導的瑞典國家社會主義黨。

芬蘭基督教信徒布魯諾·薩爾米阿拉成立的芬蘭愛國人民運動。

美國基督教領袖威廉·達德利·佩利領導的美利堅銀色軍團。

### 東正教
羅馬尼亞東正教領袖科爾內留·澤萊亞·科德雷亞努領導的羅馬尼亞鐵衛隊。

### 伊斯蘭教
伊拉克伊斯蘭教穆斯林賽卜·肖卡特領導的伊拉克穆薩納社團。

阿富汗伊斯蘭教領袖哈比布拉·卡拉卡尼領導的阿富汗薩卡維運動。